# Улица Волгина (Самара)
У́лица Во́лгина — улица, расположенная в Железнодорожном районе Самары.
Начало берёт от пересечения с Южным проездом и заканчивается улицей Мориса Тореза.
Пересекает улицу Промышленности, Ясский переулок, Новороссийский переулок, Карьерную и Верхнекарьерную улицы, Партизанскую улицу, Аэродромную улицу.

## Этимология
Бывшая «12 улица 130—133 км», с 28 августа 1952 года — Масальская улица.
21 мая 1964 года переименована в честь Владимира Михайловича Волгина. В. М. Волгин (1906—1963) был инженером-строителем, с 1947 года работал управляющим строительно-монтажного треста № 11 в Куйбышеве (так тогда называлась Самара), затем начальником Строительного управления, в последние годы жизни возглавлял проектный институт «Куйбышевский Промстройпроект». Волгин был награждён двумя орденами Ленина, орденом Трудового Красного знамени, орденом Красной звезды и медалями.

## Здания и сооружения
В начале улицы преобладает малоэтажная застройка частного сектора (дома с участками), который застраивался в 1940—1950 годах. Кварталы между улицами Аэродромной и Мориса Тореза застраивались позже, в 1960—1970 годах, там преобладает многоэтажная типовая застройка панельными 5-этажными «хрущёвками». В начале и конце улицы есть несколько построек административно-хозяйственного и коммерческого назначения.
- 97 — детский сад № 351 «Радуга детства» (построен в 1970 году)
- 110 — школа № 121
- 112а — здание построено в 1971 году для детского сада № 355, позже объединено со школой № 121
- 117а — Поволжский экономико-юридический колледж
- 118 — детский сад «Родничок» (построен в 1965 году как детсад № 301)
- 121 — 9-этажный жилой дом, построен в 2010 году. Ранее на этом месте находилась баня № 16, которую открыли осенью 1962 года[3]
- 126 — детский сад № 318. Построен в 1967 году
- 138 — детский сад № 297. Построен в 1965 году с помощью подшипникового завода № 4[3]

## Транспорт
До улицы Волгина можно доехать трамваями, автобусами и маршрутными такси по Аэродромной ул.:
трамваи1, 3, 4, 18, 23
автобусы2, 24, 70
маршрутные такси2, 21 м, 24, 70, 89, 96, 207, 210, 217, 226, 246, 264, 266, 295